# Granskningsnämnden för radio och TV
Granskningsnämnden för radio och TV (GRN) är ett beslutsorgan som i efterhand granskar att redan sända radio- och TV-program i Sverige följer de regler som finns i radio- och tv-lagen, statens sändningstillstånd och i innehållsvillkoren för public service på internet. Den var tidigare en egen myndighet och ingick sedan 2010 i Myndigheten för press, radio och tv, och sedan 2014 i Mediemyndigheten.
Nämnden var 2006 okänd för de flesta och under 30 % visste vart man skulle vända sig för att anmäla ett radio- eller TV-program.

## Bakgrund
Bakgrunden till granskningsnämnden kan sägas vara den tidigare offentliga kontrollen över radion och televisionen. Givet ett begränsat utbud var det starkt önskvärt att detta inte dominerades av partiskt eller osakligt programinnehåll. Därför ålades radio- och televisionsföretagen att inte endast att hålla sig inom yttrandefrihetens gränser utan också respektera ytterligare regler i sändningstillståndet.
Granskningsnämnden var tidigare en statlig myndighet i Sverige som bildades den 1 juli 1994, och ersatte granskningsdelen av de tidigare myndigheterna Radionämnden och Närradionämnden. GRN:s myndighetschef hade titeln direktör.
Regeringen föreslog den 18 mars 2010 i propositionen En ny radio- och tv-lag (prop. 2009/10:115) att Radio- och TV-verket och Granskningsnämnden för radio och TV skulle avvecklas som egna myndigheter. Regeringen föreslog att myndigheternas verksamheter skulle överföras till den nyinrättade Myndigheten för radio och tv, senare Myndigheten för press, radio och tv. Inom den nya myndigheten fungerar Granskningsnämnden som ett självständigt beslutande organ.

## Verksamhet
Beslut 2015
|  | Fällda inslag (4 %) |

|  | Fridade men kritiserade inslag (1 %) |

|  | Friade inslag (38 %) |

|  | Ej prövade ärenden (49 %) |

|  | Avskrivna ärenden (8 %) |

### Granskning av innehåll
Granskningsnämnden undersöker om innehållet i Sveriges Radios, Sveriges Televisions, Sveriges Utbildningsradios och TV4:s radio- och TV-program uppfyller vissa krav på bland annat saklighet och opartiskhet. Nämnden granskar även om inslag otillbörligen gynnar kommersiella intressen. Inslag som prövas kan frias, kritiseras eller fällas.
Alla som sänder radio och television i Sverige underställs krav vad gäller reklamavsnitts utformning.[källa behövs]
Under de föregående åren till 2020 sågs en ökande trend i antalet anmälningar.
Det tar (2019) i genomsnitt 178 dagar för nämnden att fälla ett inslag.
Under 2019 gjordes anmälningar mot fler än 1900 radio- och tv-program. Nämnden skrev av 55 % av anmälningarna utan utredning, 33 % av anmälningarna ledde till frianden och 9 % kunde ej prövas. En anledning till att program ej kan prövas var att det rörde sig om ett utländskt programbolag. Strax under 3 % av ärendena ledde till fällningar.
Det stora antalet avskrivningar föranledde Riksrevisionen att inleda en utredning om nämndens arbete ledde till rättelser hos programföretagen.

#### Uppmärksammade och vägledande granskningar
Några av de granskningar som uppmärksammats i media är de av Dokument inifråns reportage Könskriget och Uppdrag gransknings program "Metoo och Fredrik Virtanen" efter metoo.
2020 friades åter TV4:s inslag där deltagare i sändning skrapar Trisslotter. Nämnden fann att inslaget innebar ett "otvetydigt kommersiellt gynnande" av Svenska Spel men att "gynnandet inte var otillbörligt då inslaget hade förekommit under lång tid och hade ett tillräckligt stort underhållningsintresse."

### Granskning av ekonomi
Nämnden granskar om SVT, SR och UR på ett transparent sätt redovisar hur de utför sina uppdrag, sedan sändningstillståndet 2014−2019 genom särskilda redovisningsvillkor.:21m27s Ett av dessa villkor rör kommersiella samarbeten.
Nämnden har upprepade gånger underkänt SVT:s transparens rörande Melodifestivalens ekonomi och företagets kommersiella samarbeten, trots att just Melodifestivalen lyftes fram som exempel i den proposition som låg till grund för redovisningsvillkoren. Nämnden saknar sanktionsmöjlighet kopplad till granskningsprocessen undantaget att nämnden lämnar sin bedömning till regeringen vilket ligger till grund för beslut om framtida sändningstillstånd och anslagsvillkor.

### Granskningsnämndens rapportserie
GRN har utgivit ett antal rapporter relaterade till radio och tv. Dessa inkluderar bland annat den fram t.o.m. år 2015 årligt återkommande Svenskt TV-utbud / Svenskt Medieutbud.

## Nämndens sammansättning
Granskningsnämnden består av en ordförande, sex ledamöter samt fyra ersättare som alla utses av Sveriges regering. Ordföranden i nämnden ska vara, eller ha varit, domare.
Ledamöter:
- justitierådet Dag Mattsson (ordförande)
- bankjuristen Ulrika Hansson
- journalisten Clas Barkman
- producenten och projektledaren Berivan Yildiz
- journalisten och medieanalytikern Gunnar Springfeldt
- psykologen och medicine doktor Malin Bergström
- regissören och rådgivaren Bo-Erik Gyberg

Ersättare:
- justitierådet Malin Bonthron (vice ordförande)
- justitierådet Ulrik von Essen (andre vice ordförande)
- vd:n och filmproducenten Kristina Åberg
- journalisten Erik Fichtelius

Tidigare ledamöter i urval:
- K.-G. Bergström
- Staffan Dopping

## Om anmälningar
Allmänheten kan anmäla program till granskningsnämnden som då prövar om innehållet strider mot sändningsreglerna. Vem som helst kan anmäla ett program för granskning, till skillnad från till exempel Pressens opinionsnämnd där endast den som anser sig själv utsatt för publicitetsskada kan anmäla. 5 % av anmälda inslag leder till en fällning eller kritik.

### Påföljder och konsekvenser vid fällande utslag
Om ett program fälls för partiskhet eller bristande saklighet kan radio- eller tv-kanalen åläggas att offentliggöra beslutet.
Ifall saken berör ekonomiska intressen, såsom otillbörligt gynnande, annonser och sponsring, och man därvid överträtt radio- och tv-lagen kan nämnden ansöka hos länsrätten om att programföretaget ska betala en särskild avgift.
Nämnden kan också förelägga till exempel en lokalradiostation vid vite att följa vissa andra bestämmelser, bland annat att innehållet i sändningarna ska ha lokal anknytning.[källa behövs]
En anmälan i, eller granskning av, Granskningsnämnden har inte alltid ett avskräckande syfte. När Jan Guillou var programledare för Rekordmagasinet (1981–1989) beskrev han det som "Alltid korrekt, men aldrig opartisk." och granskningarna av Granskningsnämnden framhölls som en triumf. Varken Granskningsnämnden, Riksarkivet, eller Researchavdelningen på Sveriges Radio och Sveriges Television kunde 2022 med säkerhet svara på hur många gånger Guillou har fällts; det var minst fem, men antogs vara fler.

## Kritik och granskningar
Kraven på bl.a. opartiskhet och saklighet inom medier i allmänhetens tjänst, som t.ex. hos svenska public service, förutsätter att efterlevnaden kan granskas och eventuella överträdelser från regelverken kan påtalas. Public service-företagen har därför länge arbetat med modellen med en av regeringen utsedd granskningsnämnd som regelbundet granskar och friar eller fäller inslag i program after att dessa anmälts. Program kan även frias om de sänder kompletterande inslag efter att en anmälan inkommit.
Myndigheten har kritiserats för att vara ett spel för gallerierna och meningen med granskningar som sällan leder till fällanden eller kritik har ifrågasatts. I en rapport 2016 från den marknadsliberala tankesmedjan Timbro slog de fast att Granskningsnämnden misslyckas i sitt uppdrag att bedöma om SVT och SR lever upp till kravet på saklighet.
En kritik som framförts är att Granskningsnämnden inte har i uppdrag att granska saklighet och opartiskhet i en programserie eller i hela programutbudet över tid utan bara granskar enskilda uttalanden. Däremot gäller det omvända; enskilda program kan frias genom att nämnden vid sin prövning tar hänsyn till övrigt programutbud som anses balansera framställningen: "Vid sin prövning kan nämnden ta hänsyn till ett annat program eller inslag, förutsatt att en sådan balansering framstår som naturlig för lyssnarna."
Bland Granskningsnämndens kritiker har funnits bl.a. TV4:s informationsdirektör Göran Ellung som år 2005 pläderade för Granskningsnämndens avskaffande för att ersättas med utökat ansvar för Pressens Opinionsnämnd. Jan Scherman påpekade i september 2022 det sårbara i att Granskningsnämndens ledamöter utses av regeringen och att det utgör "ett rakt rör för den politiska makten att påverka hela vägen till programverksamheten."
Riksrevisionen granskade Granskningsnämnden under 2020 och presenterade i december 2020 en rapport. Riksrevisionen skrev att Granskningsnämndens granskning av programinnehållet var i stort sett effektiv och att den leder till önskat resultat, men rekommenderade att granskningsnämnden utvecklar motiveringarna till vissa beslut samt arbetade för att korta sina handläggningstider.